# 장두이
장두이(1952년 1월 5일 ~ )는 대한민국의 배우이다.

## 학력
- 신일고등학교 (1970 졸업)
- 고려대학교 국어국문과 (1974 졸업)
- 서울예술전문대학 연극과 졸업 (1977 전문학사 졸업)
- 서울예술전문대학 무용과 졸업 (1978)
- 동국대학교 대학원 연극영화과 1년 수료 (1977-1978)
- 뉴욕 New School 뮤지컬 학과 수업 (1978-1979)
- 뉴욕 머스 커닝햄 무용학교 수료 (1979-1981)
- 뉴욕 브루클린대학 대학원 연극과 연기 전공 석사 과정(MFA) 이수 (1979-1983)
- 뉴욕 Actor's Studio/Lee Strasberg 학교 연기 수업 과정 (1982-1983)
- 뉴욕 H.B Acting Studio 연기 수업 과정 (1983-1984)

## 경력
- - 서울예술대학교 연기과 교수
- 2010 서울종합예술직업학교 연기예술학부 전임교수
- - 인덕대학교 방송연예과 교수
- 2000.3 대경대학교 연극영화방송학부 조교수
- 1978-1994 공연단체 '알 댄스 디어터 사운드'를 뉴욕에서 설립. 60여 편의 연극, 무용, 음악 공연을 미국, 캐나다, 일본, 유럽 등지에서 함.
- 1979 '베를린 영화제'와 '함부르크 국제연극제' 참가
- 1980-1992 뉴욕 '코리언 퍼레이드' 예술감독 역임 (뉴욕 한인회 주최)
- 1983 파리 'Peter Brook 극단'의 상임 단원
- 1983-1987 'Grotowski 극단'의 수석 단원
- 1987-1993 Koo Dance Company 수석 무용수
- 1992-1994 Lo Lan Dance Company 수석 안무자 역임
- 1989-1994 뉴욕 한국 방송 (KBC New York) 라디오-'굿모닝 아침의 산책'/'뿌리 깊은 남긔 바람에 아니 묄세' 진행 KBC - TV '장두이의 뉴욕 데이트' 프로그램 진행 및 연출
- 1978-1994 뉴욕 La Mama 극단 수석 연기자
- 1992-현재 뉴욕에서 극단 'KORUS PLAYERS'를 창단 대표 역임

## 연기 활동

### 드라마
- 2009년 SBS 월화드라마 《자명고》 ... 도찰 역
- 2019년 SBS 아침연속극 《수상한 장모》 ... 강치수 역 (특별출연)

### 영화
- 1977년 《어디서 무엇이 되어 다시 만나리》
- 1978년 《불》
- 1986년 《깜보》 ... 깜보 역
- 1994년 《마스카라》
- 1997년 《인연》 ... 미행자 역
- 1997년 《러브러브》 ... 지단 역
- 2001년 《교도소 월드컵》 ... 개심통 역
- 2001년 《천사몽》 ... 조피 역
- 2002년 《성냥팔이 소녀의 재림》 ... 친위대장 역
- 2002년 《뚫어야산다》
- 2002년 《아빠를 팝니다》 ... 감독
- 2003년 《써클》 ... 신법사 역
- 2006년 《천국의 셋방 무삭제》
- 2012년 《혜원아, 사랑해》 ... 형섭 역
- 2013년 《청야》 ... 지단 역
- 2015년 《위선자들》 ... 박창호 역

### 연극
- 2011년 연극 《한강의 기적》
- 2011년 연극 《미스터 블로그》
- 2011년 연극 《아내라는 직업의 여인》
- 2011년 연극 《아내라는 직업의 여인》
- 2012년 연극 《아메리칸 환갑》
- 2012년 연극 《쥐덫》
- 2012년 연극 《경기도립국악단 송년가족음악회》 (수원공연)
- 2015년 연극 《40캐럿 - 연상의 여자》
- 2015년 연극 《오늘 또 오늘》
- 2015년 연극 《리어왕》
- 2015년 연극 《벚꽃동산》
- 2015년 연극 《조씨고아, 복수의 씨앗》
- 2017년 연극 《조씨고아, 복수의 씨앗》
- 2017년 연극 《조씨고아, 복수의 씨앗》 (대전공연)
- 2018년 연극 《조씨고아, 복수의 씨앗》
- 2018년 연극 《에쿠우스 EQUUS》
- 2018년 연극 《동네3 - 운명의 요구》
- 2019년 연극 《에쿠우스 EQUUS》 (인천공연)
- 2019년 연극 《에쿠우스 EQUUS》
- 2020년 연극 《달아달아 밝은달아》
- 2021년 연극 《에쿠우스 EQUUS》
- 2021년 연극 《미스테리 댄싱 츄츄 & 마지막 독백》
- 2022년 연극 《빨간 피터와 죠커》
- 2022년 연극 《에쿠우스 EQUUS》 (부산공연)
- 2022년 연극 《에쿠우스 EQUUS》 (세종공연)
- 2022년 ~ 2023년 연극 《에쿠우스 EQUUS》
- 2023년 연극 《에쿠우스 EQUUS》 (포항공연)
- 2023년 연극 《세일즈맨의 죽음》
- 2023년 연극 《에쿠우스 EQUUS》 (당진공연)

### 고정게스트
- 1992년 SBS 시사교양 토요특집 모닝와이드

## 수상
- 1986년 미국소수민족 아시아예술인상
- 1995년 제31회 백상예술대상 연극부문 남자 최우수연기상
- 2003년 뉴욕드라마클럽 특별상
- 2006년 제24회 한국희곡문학상 대상